# Hamám
Hamám též Vádí al-Hamám (hebrejsky חַמָּם‎ nebo ואדי אל-חמאם‎, arabsky حمام‎ nebo وادي الحمام‎, v oficiálním přepisu do angličtiny Hamam) je vesnice v Izraeli, v Severním distriktu, v oblastní radě al-Batúf.

## Geografie
Leží v Galileji, v nadmořské výšce 101 metrů pod úrovní moře na severním úbočí hory Arbel. Je situována v úzkém údolí jen 2 kilometry od břehů Galilejského jezera.
Vesnice se nachází přibližně 107 kilometrů severovýchodně od centra Tel Avivu, 47 kilometrů východně od centra Haify a 5 kilometrů severozápadně od Tiberiasu. Hamám obývají izraelští Arabové respektive Beduíni, přičemž osídlení v tomto regionu je jinak etnicky zcela židovské.
Obec Hamám je na dopravní síť napojena pomocí místní komunikace, která sem odbočuje z lokální silnice číslo 807, jež vybíhá z dálnice číslo 90.

## Dějiny

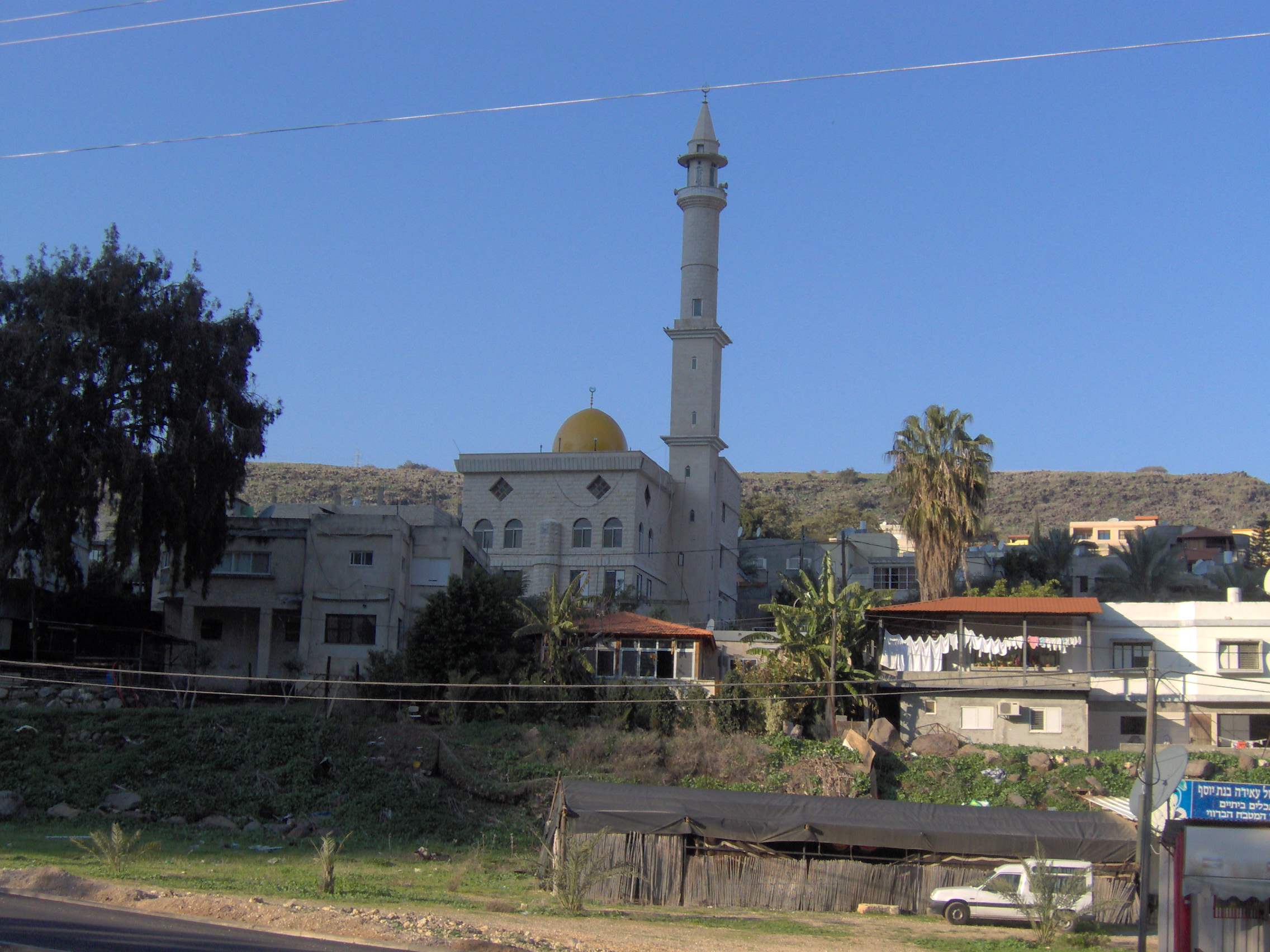
Mešita ve vesnici Chamam

Na místě nynější vesnice stávala do roku 1948 stejnojmenná arabská vesnice. Její obyvatelé uprchli v průběhu války za nezávislost, kdy tento region ovládly židovské síly. Po válce byla nedaleko této opuštěné vesnice založená zcela nová osada, určená pro arabské Beduíny, kteří zůstali ve státu Izrael, ale museli opustit své domovy v oblasti Chulského údolí – zejména osadu al-Muftachira (severně od vesnice Lehavot ha-Bašan).
Nová vesnice Hamám tak byla plánovitým sídlištěm založeným roku 1948 pro Beduíny z nejsevernější části Galileje. Většina obyvatel se neživí zemědělstvím. V obci funguje mešita, obchod, základní škola a zdravotní ordinace.

## Demografie
Obyvatelstvo v Hamámu je tvořeno beduínskými Araby. Jde o sídlo vesnického typu s dlouhodobě rostoucím počtem obyvatel. K 31. prosinci 2014 zde žilo 1367 lidí. Během roku 2014 populace stoupla o 1,1 %.
| Rok            | 1961 | 1983 | 1995 | 2001 | 2003 | 2004 | 2005 | 2006 | 2007 | 2008 | 2009 | 2010 | 2011 | 2012 | 2013 | 2014 |
| -------------- | ---- | ---- | ---- | ---- | ---- | ---- | ---- | ---- | ---- | ---- | ---- | ---- | ---- | ---- | ---- | ---- |
| Počet obyvatel | 630  | 696  | 955  | 1150 | 1207 | 1233 | 1260 | 1276 | 1288 | 1312 | 1245 | 1262 | 1278 | 1331 | 1352 | 1367 |